# Federica de Baden

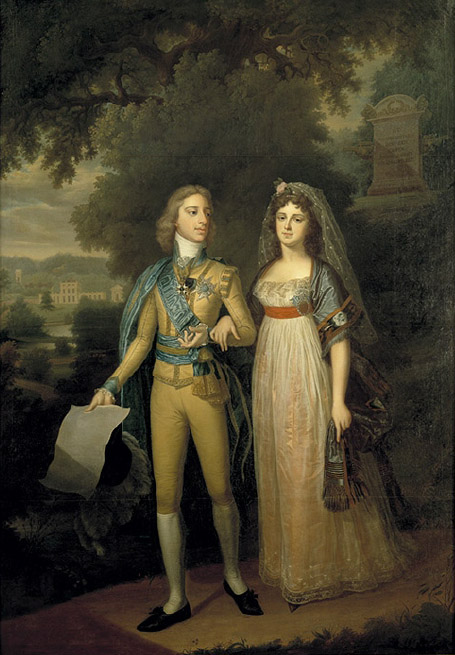
Gustavo IV Adolfo y su esposa Federica.

Federica Dorotea Guillermina de Baden (en sueco, Fredrika Dorotea Vilhelmina av Baden; Karlsruhe, 12 de marzo de 1781-Lausana, 25 de septiembre de 1826) fue reina de Suecia, esposa del rey Gustavo IV Adolfo, hija del príncipe heredero Carlos Luis de Baden y de la princesa Amalia de Hesse-Darmstadt. Era también hermana de la zarina Luisa de Rusia.

## Biografía
Después de comprometerse en 1797 en Leipzig con el rey Gustavo IV Adolfo de Suecia, contrajo nupcias el 31 de octubre de 1797 en Estocolmo, convirtiéndose así en reina. Al parecer el matrimonio fue feliz y el monarca, al contrario de su padre, parecía ser muy interesado en la vida matrimonial. Juntos realizaron un largo viaje al extranjero entre 1803 y 1805. Del matrimonio nacieron cinco hijos:
- Gustavo (1799-1877), príncipe heredero de Suecia.
- Sofía Guillermina (1801-1865), esposa del gran duque Leopoldo I de Baden.
- Carlos Gustavo (1802-1805), gran duque de Finlandia.
- Amalia María Carlota (1805-1853).
- Cecilia (1807-1844), esposa del gran duque Augusto de Oldemburgo.

De modo contrario a su éxito matrimonial, el mandato de los reyes fue bastante desafortunado. En 1809, Suecia perdió Finlandia después de la derrota en la guerra finlandesa, afectando seriamente la popularidad del rey. Gustavo Adolfo fue arrestado junto a su familia el 13 de mayo de 1809. Después de permanecer detenidos en el Palacio Real de Estocolmo, el rey fue depuesto el 13 de marzo de 1809 y la familia se exilió. Luego de una breve estancia en Copenhague, partieron hacia Baden, la tierra natal de Federica. Allí se enfriarían las relaciones entre los cónyuges y en 1812 se separaron oficialmente.
Después del divorcio, Federica viajó a Suiza, donde al parecer comenzó un nuevo romance con un barón suizo. Fallecería en Lausana el 25 de septiembre de 1826, cuando iba a emprender un viaje a Italia.
Las localidades laponas de Fredrika, Dorotea y Vilhelmina fueron nombradas en su honor.

## Títulos y tratamientos
Esta tabla aún no está actualizada. Puedes contribuir aportando información sobre títulos y tratamientos de esta persona.

## Ancestros
| Predecesora: Sofía Magdalena de Dinamarca | Reina consorte de Suecia 1797-1809 | Sucesora: Carlota de Holstein-Gottorp |

- Datos: Q234241
- Multimedia: Frederica of Baden / Q234241